# Konservative Parti (Polen)
 For alternative betydninger, se Konservative Parti. (Se også artikler, som begynder med Konservative Parti)
Det Konservative Parti (pl. Partia Konserwatywna, PK) var et polsk politisk parti stiftet i 1992 medlemmer fra den Demokratiske Højrefløjs Forum (FPD), der virkede inden for den Demokratiske Union (UD). I 1997 blev PK en del af det Konservative-Folkelige Parti.

## Historie
Partiet opstod den 6. december 1992 (officielt registreret 19. februar 1993). Det blev stiftet af medlemmer af den Demokratiske Højrefløjs Fraktion der brød ud af den Demokratiske Union. Også medlemmer af den Demokratiske Koalition og den Konservative-Liberale Gruppe af Górnośląsk-Zagłębiowska (oprindeligt en del af den Liberale-Konservative Kongres (KLD)) meldte sig ind i PK. Partiets leder var Aleksander Hall.
Ved parlamentsvalget i stillede PK op i koalition med den Kristelige-Nationale Forening (ZChN), de Kristne Demokraters Parti (PChD) og det Folkelige-Kristne Parti (SL-Ch) under navnet den Katolske Valgkomité ”Fædrelandet”. Koalitionen kom ikke ind i parlamentet da den ikke fik flere end 878.445 stemmer (6,37% ) og dermed ikke kom over spærregrænsen på 8 % for koalitioner.
I februar 1994 forlod bl.a. Kazimierz Michał Ujazdowski, Paweł Zalewski og Rafał Matyja partiet for at danne den Konservative Koalition (KK).
I januar 1997 meldte PK sig ind i det Konservative-Folkelige Parti.

## Ledende skikkelser
- Piotr Fogler
- Aleksander Hall
- Rafał Matyja
- Wojciech Rzewuski
- Maciej Płażyński
- Mirosław Styczeń
- Kazimierz Michał Ujazdowski
- Paweł Zalewski